# Kochia arenaria
Kochia arenaria là loài thực vật có hoa thuộc họ Dền. Loài này được (Maerkl.) Roth mô tả khoa học đầu tiên năm.